# Het Eikendal

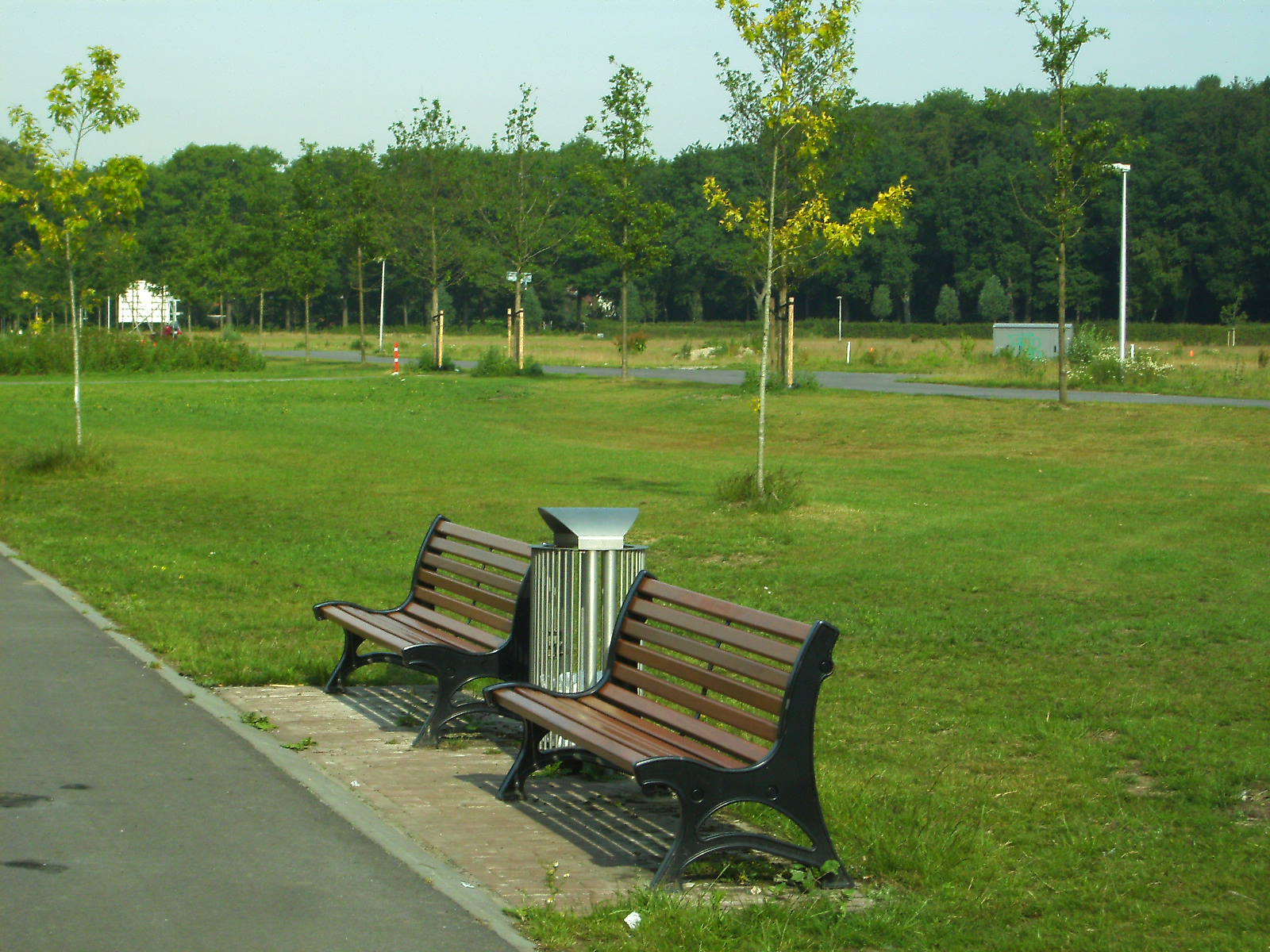
Villapark Het Eikendal in 2011

Het Eikendal is een villawijk bij het dorp Diepenveen in de Nederlandse gemeente Deventer.
Er zijn 170 villa's gepland. Een groot deel van het gebied is door de gemeente Deventer in 2008 bouwrijp gemaakt. Op Het Eikendal Noord meten de bouwkavels 1500 m² of meer. De infrastructuur, compleet met parkaanleg, zitbankjes en luxe afvalbakken is aanwezig, maar door de bankencrisis kwam de verkoop van kavels niet op gang. Anno 2012 waren er vier huizen gebouwd. In 2020 waren in dit deel van de villawijk nog steeds kavels te koop. In 2015 is het gedeelte dat Het Eikendal Zuid genoemd wordt, bouwrijp gemaakt voor 21 kavels van circa 800 m², waarbij ook twee-onder-een-kapwoningen mogelijk zijn. In 2016 zijn hier de eerste woningen opgeleverd, en in 2020 waren alle kavels bebouwd.
Met betrekking tot plangebied Het Eikendal 2 werden de voorbereidingen in 2012 wegens de ongunstige markt voor luxe woningen stopgezet. Acht jaar later, in 2020, kwamen er kavels van minimaal 800 m² beschikbaar en waren er volop bouwactiviteiten.